# Đất Bằng
Đất Bằng là một xã thuộc huyện Krông Pa, tỉnh Gia Lai, Việt Nam.
Xã Đất Bằng có diện tích 125,1 km², dân số năm 1999 là 2.490 người, mật độ dân số đạt 20 người/km².